# 25670 Densley
25670 Densley (tên chỉ định: 2000 AT95) là một tiểu hành tinh vành đai chính. Nó được phát hiện bởi dự án Nghiên cứu tiểu hành tinh gần Trái Đất Lincoln ở Socorro, New Mexico, ngày 4 tháng 1 năm 2000. Nó được đặt theo tên Riley Taylor Densley, an American high school student whose physics team project won second place ở the 2009 Giải thưởng Khoa học và Kỹ thuật Intel.